# Morten Bisgaard
Morten Bisgaard (* 25. Juni 1974 in Randers, Dänemark) ist ein ehemaliger dänischer Fußballspieler. Zwischen 1996 und 2000 bestritt er acht Länderspiele für die dänische Fußballnationalmannschaft und erzielte dabei einen Treffer. Auf Vereinsebene war er u. a. für Odense BK, Udinese Calcio, FC Kopenhagen und Derby County aktiv.

## Karriere

### Odense BK
Morten Bisgaard startete seine Profikarriere im Alter von 18 Jahren 1992 beim dänischen Erstligisten Odense BK. Nachdem er zunächst an unterklassige Vereine ausgeliehen worden war, schaffte er in der Saison 1993/94 den Durchbruch in Odense. Im UEFA-Pokal 1994/95 erreichte Bisgaard mit seinem Verein nach Erfolgen über FC Flora Tallinn, Linfield FC und den 1. FC Kaiserslautern das Achtelfinale und traf dort auf den spanischen Vertreter Real Madrid. Nach einer 2:3-Heimniederlage, gewann Odense das Rückspiel in Madrid mit 2:0 und zog damit ins Viertelfinale ein. Morten Bisgaard war während der Partie eingewechselt worden und erzielte kurz vor Spielende das entscheidende 2:0. In der Runde der letzten Acht scheiterte die Mannschaft mit 0:1 und 0:0 am AC Parma. In der Saison 1996/97 erzielte Bisgaard in 33 Spielen 16 Tore und spielte damit seine bislang beste Spielzeit. Zu diesem Zeitpunkt wurde er auch erstmals in die dänische Fußballnationalmannschaft berufen. 1998 wechselte Morten Bisgaard in die italienische Serie A zu Udinese Calcio.

### Udinese Calcio
Die erste Saison in Italien verlief unbefriedigend, Bisgaard kam lediglich in drei Spielen zum Einsatz. Im Folgejahr bestritt er 20 Ligaspiele und erzielte einen Treffer in der Serie A 1999/2000 und wurde anschließend in das Aufgebot der dänischen Nationalmannschaft für die Fußball-Europameisterschaft 2000 in den Niederlanden und Belgien berufen. Dort bestritt er zwei Spiele, die jedoch jeweils mit Niederlagen für seine Mannschaft endeten. Nach einer weiteren Saison in Italien wechselte er 2001 zurück nach Dänemark und spielte für den FC Kopenhagen.

### FC Kopenhagen
Seine Zeit beim dänischen Hauptstadtclub sollte die erfolgreichste in seiner Karriere werden. In den Spielzeiten 2002/03 und 2003/04 wurde er mit seinem Verein jeweils dänischer Fußballmeister. Zudem gewann er 2004 den dänischen Pokal. Bisgaard bestritt in drei Jahren 74 Ligaspiele für den FC Kopenhagen und erzielte zehn Tore. Nach der erfolgreichen Saison 2003/04 mit zwei Titeln wechselte er nach England zu Derby County.

### Derby County
Derby hatte bis 2002 in der Premier League gespielt und seither den Wiederaufstieg in die höchste englische Spielklasse verfehlt. Gemeinsam mit seinen Mitspielern Lee Camp, Tom Huddlestone und Grzegorz Rasiak konnte jedoch auch Bisgaard dieses Ziel zunächst nicht erreichen. In der ersten Saison 2004/05 verfehlte die Mannschaft mit dem vierten Platz und einem anschließenden Aus in den Play-offs den Aufstieg nur knapp. Nach einem enttäuschenden Jahr 2005/06 mit Platz 20, erreichte Derby County 2006/07 unter dem neuen Trainer Billy Davies durch den dritten Platz die erste Play-off-Runde. Dort schaltete die Mannschaft den FC Southampton aus, um im anschließenden Finale in Wembley mit 1:0 gegen West Bromwich Albion zu gewinnen und in die Premier League 2007/08 aufzusteigen. Nach der Saison wechselte der 33-jährige Bisgaard zurück nach Dänemark, um dort bei Odense BK seine Karriere nach zwei weiteren Jahren zu beenden.

## Titel
- Dänischer Meister: 2002/03, 2003/04
- Dänischer Pokalsieger: 2004